# Улица Равенства (Красное Село)
Улица Равенства — одна из основных магистралей Красного Села. Проходит от улицы Красных Командиров и Безымянного озера до улицы Голубко. Протяженность улицы — 1377 м.

## История
Первоначально улица возникла при объединении двух красносельских улиц — Дворцовой и Михайловской — и была после революции названа в честь советского дипломата Л. Б. Красина.
В 1975 году были даны названия нескольким проездам в Красносельском районе, которые были созданы на базе существующих улиц путём их реконструкции и продолжения. Бывшая улица Красина получила нынешнее название от бывшей слободы Равенство: в 1918 году старинные красносельские слободы — Коломенская, Павловская и Братошинская — получили новые названия: Свобода, Равенство и Братство, по лозунгу французской революции.